# Udo Quellmalz
Udo Quellmalz (Lipsia, 8 marzo 1967) è un ex judoka tedesco.

## Palmarès
- Giochi olimpici

Barcellona 1992: bronzo nei 65 kg.
Atlanta 1996: oro nei 65 kg.
- Mondiali

Belgrado 1989: argento nei 65 kg.
Barcelona 1991: oro nei 65 kg.
Hamilton 1993: bronzo nei 65 kg.
Chiba 1995: oro nei 65 kg.